# Altweilnau
Altweilnau ist ein anerkannter Erholungsort und Ortsteil der Gemeinde Weilrod im südhessischen Hochtaunuskreis.

## Geographie

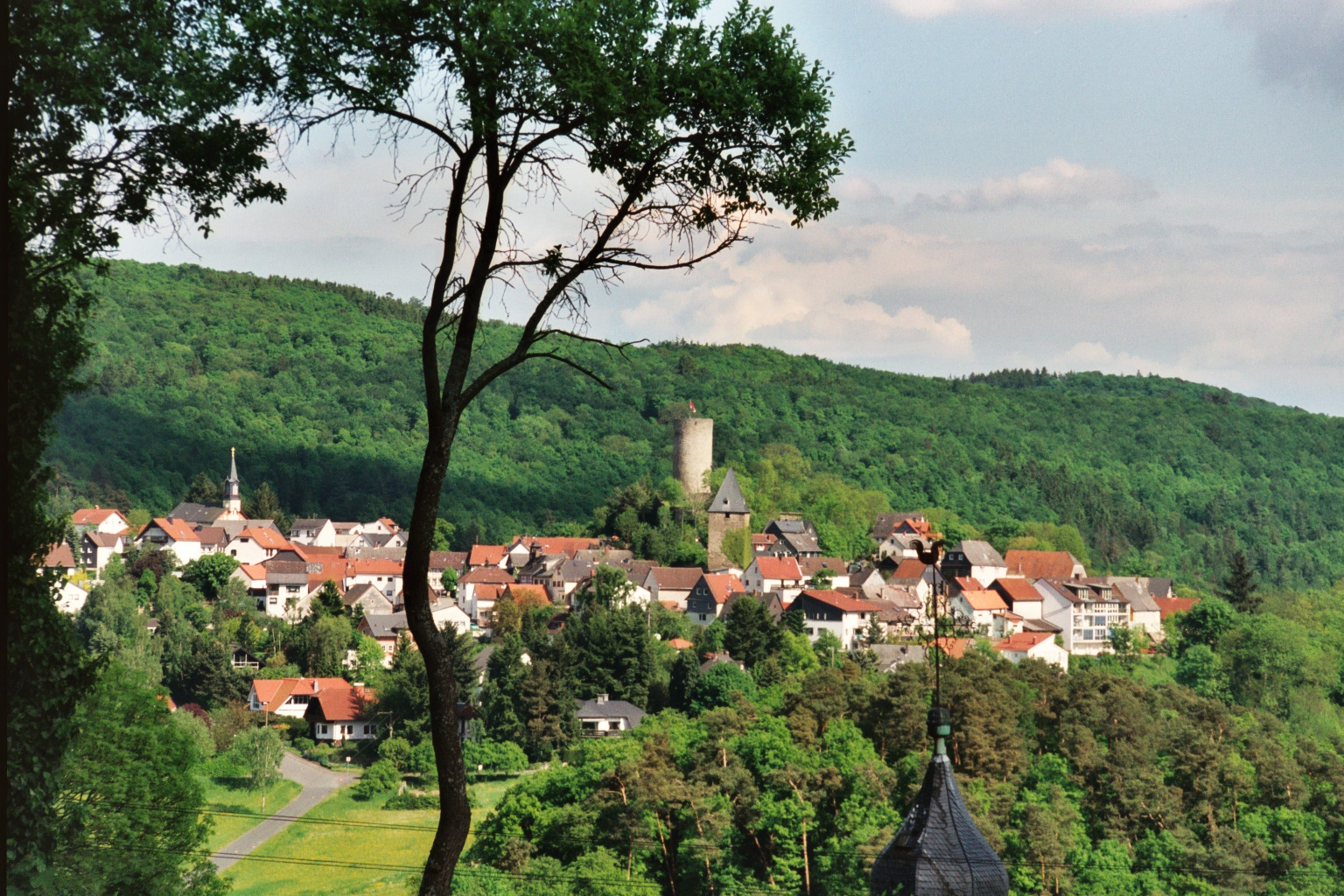
Altweilnau vom Schloss Neuweilnau aus gesehen.

Altweilnau liegt oberhalb des Weiltals im östlichen Hintertaunus, auf 370 m Höhe, inmitten für die Region typischen Mischwälder und Felder. Kleine Straßen führen zu den Nachbarorten Neuweilnau, Rod an der Weil, Oberlauken und Merzhausen. Altweilnau ist aus Richtung Westen (Idstein, Bad Camberg, Bundesautobahn 3) wie Osten (Usingen, Bad Nauheim, Bundesautobahn 5) über die Bundesstraße 275 zu erreichen. Am Fuße von Altweilnau fließt die namensgebende Weil durch das idyllische Weiltal, dem der Weiltalweg, ein Rad- und Wanderweg folgt.

## Geschichte

### Ortsgeschichte
Die Burg Altweilnau, deren Ruine bis heute erhalten ist, wurde bekanntermaßen 1288 erstmals erwähnt. Erbauer waren die Grafen von Diez, von denen sich ein Zweig in der Folge Grafen von Weilnau nannte. Der wohl bedeutendste Tag in der Geschichte Altweilnaus ist der 18. Mai 1336 – es wurden die Stadtrechte durch den Kaiser Ludwig IV. verliehen, welcher sie aber neun Tage später auf Drängen der Grafen von Nassau teilweise wieder aufhob.
Der Ort war Teil des frühen Eisenverarbeitungsquartiers an der Weil: Für das 15. Jahrhundert ist dort eine Waldschmiede nachgewiesen, an der die Häuser Nassau-Oranien, Eppstein und Cronberg Rechte besaßen.
Die Planungen für eine Weiltalsperre in den 1950er und 1960er Jahren hätten dazu geführt, dass der Ort direkt an diesem See gelegen wäre. Die Planungen wurden 1969 eingestellt.
Hessische Gebietsreform (1970–1977)
Im Zuge der Gebietsreform in Hessen fusionierten die bis dahin selbständigen Gemeinden Altweilnau, Finsternthal, Mauloff, Neuweilnau und Riedelbach zum 1. Dezember 1970 auf freiwilliger Basis zur neuen Gemeinde Weilnau, bevor diese Gemeinde am 1. August 1972 mit mehreren bis dahin selbstständigen Gemeinden kraft Landesgesetz zur neuen Großgemeinde Weilrod zusammengeschlossen wurde.
Für alle ehemals eigenständigen Gemeinden von Weilrod wurde je ein Ortsbezirk gebildet.
Der letzte Bürgermeister von Altweilnau war Ernst Butz (* 1937, † 3. Januar 2012). Der Sozialdemokrat war von 1965 bis 1970 im Amt.

### Die Grafen von Weilnau
Zwischen der Lahn auf der einen Seite und der Wetterau, Kornkammer des Reiches, staufisches Einflussgebiet und Sitz bedeutender Grafengeschlechter, auf der anderen Seite konnte das schmale Band der Herrschaft Weilnau trennende und verbindende Eigenschaften annehmen. Da die gräflichen Brüder Gerhard und Heinrich von Diez als treue Vasallen des römisch-deutschen Königs Philipp von Schwaben galten, tauschten sie am 15. Januar 1207 ihr mainzisches Lehen, die Vogtei in Castell, gegen Reichsland im Hintertaunus. Gerhard von Diez nannte sich hiernach bereits 1208 auch Graf von Weilnau. Wahrscheinlich besaß die Burg eine Güter- und Titeltrennung. Dies lässt sich allerdings erst 1249–1282 unter Heinrich I. von Weilnau feststellen, der hier residierte. Seitdem unterscheiden die Quellen eine ältere Diezer und eine jüngere Weilnauer Linie des Grafenhauses.

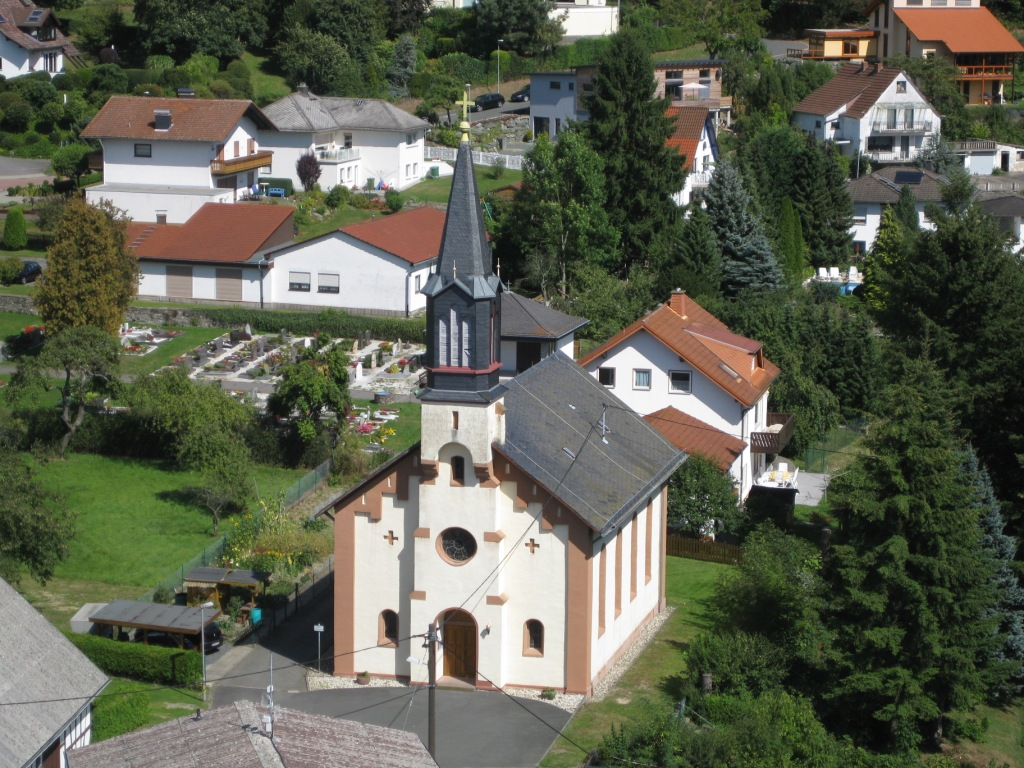
Evangelische Kirche

Heinrich I. von Weilnau stand König Wilhelm von Holland nahe und diente Erzbischof Werner von Mainz als Vertrauensmann, in dessen Gefolge er 1261 mit zur Krönung König Ottokars nach Prag zog. Weitere Urkunden nennen ihn als Zeugen und Schiedsrichter des Erzbischofs.
Während er es zu Ansehen und Wohlstand brachte, nutzten seine Söhne nicht das Glück der Stunde. Vier von ihnen erlangten zwar bedeutende geistliche Ämter, doch der Stammhalter, Gerhard von Weilnau, verschuldete sich und den mit Diez gemeinschaftlichen Familienbesitz. Sein Sohn Heinrich II. tätigte zwar nur noch Verkäufe aus weilnauischem Besitz, einem Ausverkauf des Familienvermögens wollte die Diezer Linie wohl aber nicht länger ruhig zuschauen, und so hielt Graf Gerhard IV. von Diez 1302 die Besitzanteile vertraglich fest. Die Stammburg und die dazugehörigen Flecken blieben in diezischem Besitz. Für die Weilnauer, ab sofort Neu-Weilnauer Linie, ließ Graf Gerhard auf dem gegenüberliegenden Rödelnberg die Burg Neu-Weilnau errichten.
Mit dem Erlöschen der älteren Diezer Linie im Mannesstamm 1388 ergaben sich auch Veränderungen für Alt-Weilnau. Da die Erbtochter Jutta, Gräfin von Diez, mit Adolf von Nassau-Dillenburg vermählt war, kam die gesamte Grafschaft in nassauische Hände, jedoch besaß sie je zur Hälfte, wie vormals im diezischen Grafenhaus, eine andere Linie.

### Burggeschichte

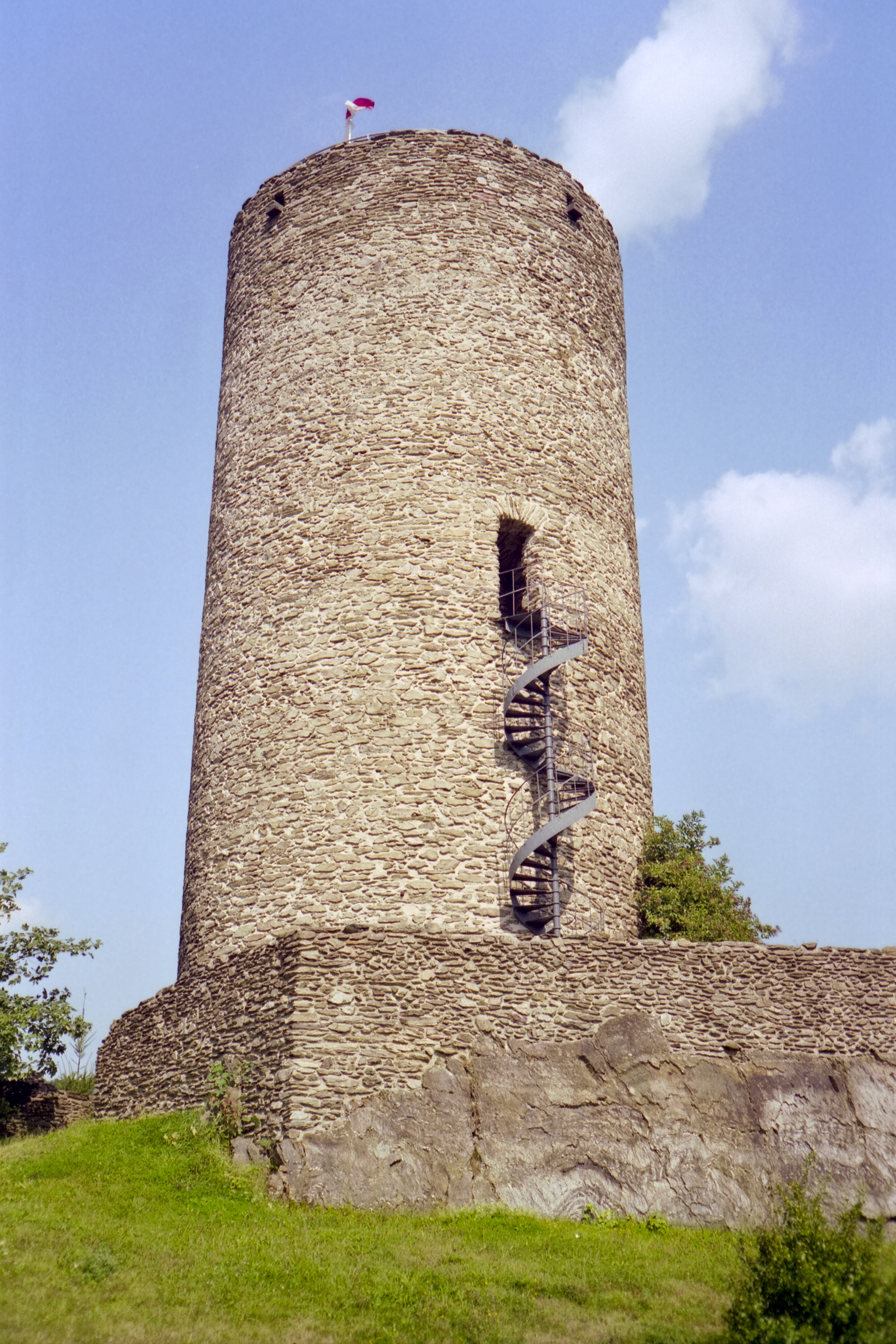
Der Bergfried der Burgruine Altweilnau

Die erste urkundliche Erwähnung der Grafschaft unter dem Namen Wilnawe ist auf 1208 datiert. Hier wird auch von der Burg Altweilnau berichtet, die zu diesem Zeitpunkt bereits bestanden haben muss, wie man bei einer dendrochronologischen Untersuchung des Holzes im Bergfriedinneren herausfand. Bewohnt ist sie sicher bis 1563.
Auf der kleinen Felsnase erhebt sich eine regelmäßige dreieckige Ausläuferanlage mit einem hohen runden Bergfried. Das Kellergewölbe mit Zugang nach außen ist heute zugeschüttet. Im Nordosten hatte man einen etwa 14 Meter breiten Halsgraben aus dem Fels gesprengt, hier dürfte wohl auch der Hauptzugang gelegen haben. Der Turm stand frei, während sich vermutlich im Südosten ein Palas an die Ringmauer schmiegte.
Reste der Altweilnauer Stadtmauer sind wahrscheinlich auf die mittelalterliche, aus der Stadtrechtsverleihung resultierende Befestigung zurückzuführen. Alten Unterlagen zufolge verfügte die Anlage über sieben Türme. Wahrscheinlich ist einer dieser Türme der 1340 erbaute und heute noch gut erhaltene quadratische Torturm mit seinem steilen Walmdach.
Er ist in drei Etagen aufgeteilt und hatte in früherer Zeit unter anderem die Bedeutung einer Art Zeitansage. Es wurde der Tag, die Nacht und zur Mittagszeit geläutet. Heute ist er in privater Nutzung und unter dem Dach wacht ein Turmfalkenpärchen über die Einwohner Altweilnaus.
Bei Restaurierungsarbeiten 1980 wurde die ursprüngliche Mauerstärke von 2,65 m wiederhergestellt. Aus einem Protokoll vom 25. August 1980 heißt es: „Die Konstruktion der neuen Mauer besteht aus Sichtmauerwerk, unter weitgehender Verwendung vorhandenen Steinmaterials. Sie wird mittels Betonstahl Durchmesser 16 mm mit dem Felsen sowohl senkrecht wie auch an den Felsnasen seitlich verdübelt. Im unteren Bereich wird der Raum bis zu den verbleibenden festen Resten der alten Mauer mit Beton ausgefüllt, wobei senkrechte Baustahlmatten eingelegt werden.“

### Burgruine Altweilnau
Die Burg Altweilnau wurde um 1200 von den Grafen von Diez erbaut. Im Jahre 1336 erhielt Altweilnau für neun Tage Stadtrechte und hatte zentralörtliche Bedeutung. Durch den Dreißigjährigen Krieg verfiel die Burg zunehmend. Steine der Anlage wurden in den Häusern Altweilnaus verbaut. Heute noch gut erhalten und zu besichtigen sind ein runder Bergfried (Durchmesser: 8 m, Wandstärke: 26 m, Höhe: 17,60 m) mit Aussichtsplattform, Teile der Ringmauer sowie ein Torturm mit Walmdach aus dem Jahre 1340. Ein alter Steinaufgang und eine gusseiserne Wendeltreppe führen hinauf zur offenen Aussichtsplattform des Bergfrieds. Diese bietet einen Rundblick über das Weiltal, den Ort Altweilnau sowie das Nassauer Schloss Neuweilnau.

### Bergbau
Am 10. Dezember 1593 erhielt Peter Sorge das Recht, hier in Altweilnau nach Blei schürfen zu dürfen. 1679 begann der Betrieb und 15 Jahre später wurde in Stollen und Schächten nach silberhaltigem Blei gesucht. Dies hielt bis 1720 an, in diesem Jahre wurde der letzte Bergmann ins Kirchenbuch eingetragen. 1818 begann erneut die Erschließung eines Grubenfeldes – das Königsholz. Die Stollen gingen bis zu 400 m in den Berg hinein und zum Abtransport gab es mehrere Schächte. Ab 1899 wurde die Bleichzeche I mit 6 Stollen erschlossen und mit dem Abbau von hochwertigen Bleiglanzerzen begonnen. „Das Blei war so schwer gewesen, dass man gerade mal einen klumpen Blei auf ein Pferdefuhrwerk laden konnte, um dieses dann nach Wilhelmsdorf zur Bahn zu transportieren.“ So der Bericht eines Einheimischen, der dies aus damaliger Zeit noch in Erinnerung hatte.
Im Jahre 1921 wurde ein Wünschelrutengänger mit der Suche nach neuen Adern beauftragt. Dieser stellte eine Erzader fest, doch solche konnte trotz aufwendiger Suche nicht entdeckt werden. Daher wurde 1924 der Bergbau wegen Unrentabilität eingestellt. Bergbauunglücke sind aus der gesamten Betriebszeit nicht überliefert.
Das Haupterz war hier Bleiglanz. Kupfererze und Zinkblenden traten nur ganz vereinzelt auf.
Die stillgelegten Minen sind heute das Quartier von Fledermäusen. Im Winter besucht der Fledermausbeauftragte des Kreises die Stollen und zählt die heimisch gewordenen Tiere. Eine märchenhafte Erzählung berichtet von kleinen Berggeistern, die hier in früherer Zeit den Arbeitern unter Tage bei der knochenharten Arbeit geholfen haben wollen.

### Wüstung Landstein

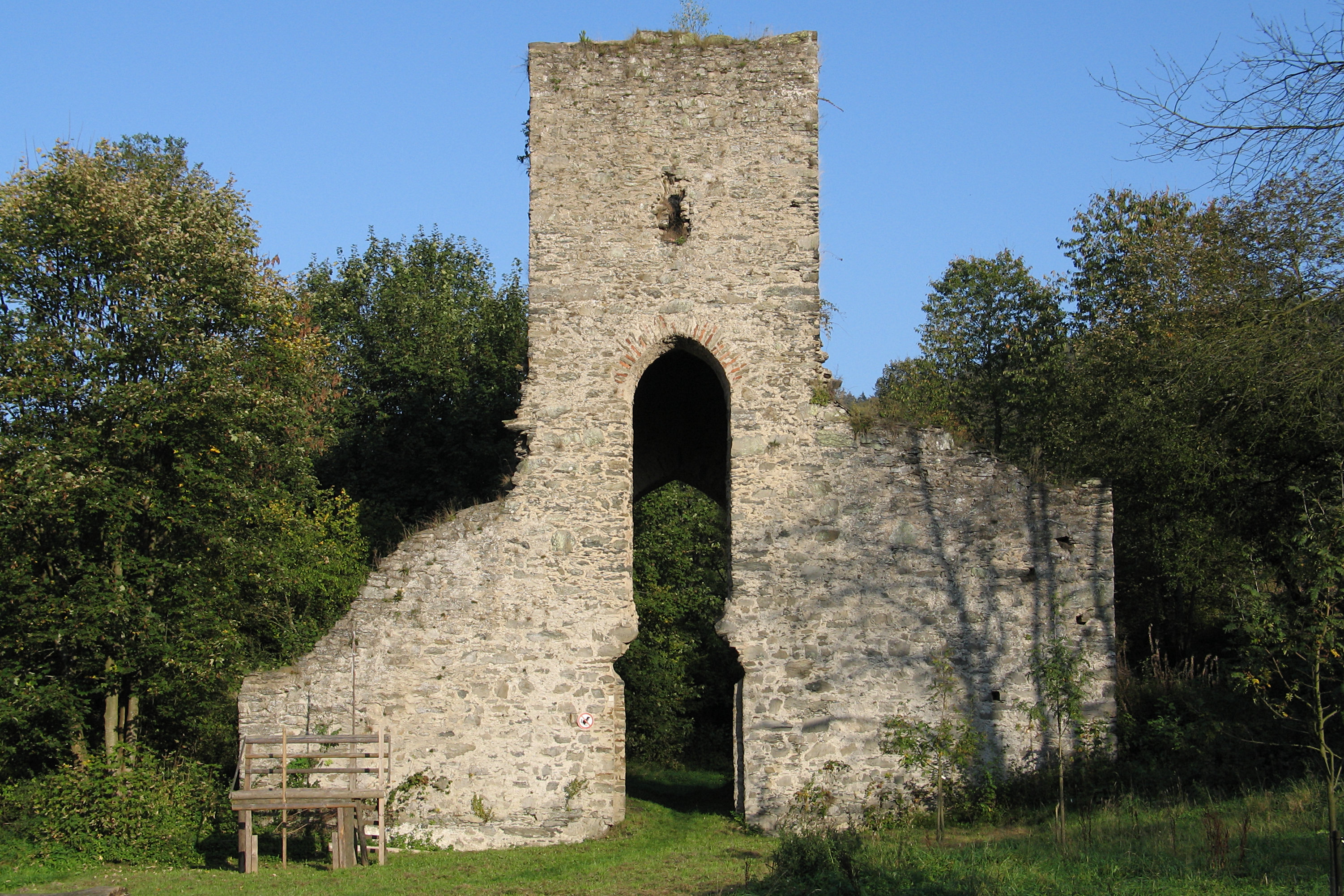
Kirchturmruine Landstein

Auf dem Gebiet des heutigen Ortsteils Altweilnau liegt die Wüstung Landstein. siehe Hauptartikel: Landstein (Wüstung).

### Geschichte im Zeitraffer
| Zeit          | Ereignis                                                                         |
| ------------- | -------------------------------------------------------------------------------- |
| 1203/1204     | Das Holz für das Gebälk im Bergfriedinneren wird geschlagen.                     |
| 1208          | Die Burg muss bereits existiert haben, der Ort wird zum ersten Mal erwähnt.      |
| 1213/15       | Eine Mühle wird zum ersten Mal erwähnt.                                          |
| 1234          | Die Erbismühle wird benannt.                                                     |
| vor 1319      | Es gibt eine Waldeisenschmiede bei Altweilnau.                                   |
| 1326–ca. 1500 | Es werden Adlige Rose von Weilnau benannt.                                       |
| 18. Mai 1336  | Burg und Tal werden benannt. Der Kaiser verleiht dem Ort die Stadtrechte         |
| 27. Mai 1336  | Die Stadtrechte werden aufgehoben.                                               |
| 1340          | Das Tor wird genannt.                                                            |
| um 1435       | Die Kapelle und die Pfarrei nach Merzhausen werden erwähnt.                      |
| 1434          | Die erste Schmiede wird errichtet.                                               |
| 1455          | Die Mappesmühle wird errichtet.                                                  |
| 1486          | Altweilnau erhält eine eigene Pfarrei mit Riedelbach und Oberlauken.             |
| 15.–17. Jh.   | Der Ort erhält ein eigenes Stadt- und Gerichtssiegel.                            |
| um 1535       | Landstein, Treisberg und Finsternthal werden zur Kirche Altweilnau verwiesen.    |
| 1609          | Die Burg zu Altweilnau ist laut einem Protokoll bereits verfallen.               |
| 1609–1967     | In Altweilnau findet regelmäßig Schulunterricht statt.                           |
| 1631          | Die Herrschaft zu Altweilnau wird nassauerisch                                   |
| ab ca. 1650   | Blei und Silber werden abgebaut.                                                 |
| 1669          | Oberlauken wird kirchlich abgetrennt.                                            |
| 1672          | Riedelbach wird kirchlich abgetrennt.                                            |
| 1833          | Die Pfarrei Neuweilnau wird mit Altweilnau vereinigt.                            |
| um 1850       | Die eisenindustrielle Produktion wird eingestellt.                               |
| 1856          | Die Pfarrei Neuweilnau wird verselbständigt.                                     |
| 1865          | Eine neue Kirche wird erbaut.                                                    |
| 1862          | Wegen Baufälligkeit wird die Kapelle geschlossen.                                |
| 1895          | Die Treppe im Bergfried wird repariert.                                          |
| 1913          | Ein neues Schulhaus wird erbaut.                                                 |
| 1925          | Es gibt Reparaturarbeiten im Burgbereich.                                        |
| 1970          | Die Pfarreien Altweilnau und Neuweilnau werden vereinigt.                        |
| 1970          | Altweilnau wird ein Teil der Großgemeinde Weilnau.                               |
| 1972          | Mit der Auflösung von Weilnau wird Altweilnau ein Teil der Großgemeinde Weilrod. |
| 1980–1986     | Es gibt Restaurierungsarbeiten an der Burgruine.                                 |

### Verwaltungsgeschichte im Überblick
Die folgende Liste zeigt die Staaten und Verwaltungseinheiten, denen Altweilnau angehört(e):
- vor 1806: Heiliges Römisches Reich, Grafschaft/Fürstentum Nassau-Usingen, Amt Usingen
- ab 1806: Herzogtum Nassau,[Anm. 2] Amt Usingen
- ab 1816: Herzogtum Nassau, Amt Usingen
- ab 1849: Herzogtum Nassau, Kreisamt Idstein[Anm. 3]
- ab 1854: Herzogtum Nassau, Amt Usingen
- ab 1867: Königreich Preußen,[Anm. 4] Provinz Hessen-Nassau, Regierungsbezirk Wiesbaden, Obertaunuskreis[Anm. 5]
- ab 1871: Deutsches Reich, Königreich Preußen, Provinz Hessen-Nassau, Regierungsbezirk Wiesbaden, Obertaunuskreis
- ab 1918: Deutsches Reich, Freistaat Preußen, Provinz Hessen-Nassau, Regierungsbezirk Wiesbaden, Obertaunuskreis
- ab 1886: Deutsches Reich, Königreich Preußen, Provinz Hessen-Nassau, Regierungsbezirk Wiesbaden, Kreis Usingen
- ab 1932: Deutsches Reich, Königreich Preußen, Provinz Hessen-Nassau, Regierungsbezirk Wiesbaden, Obertaunuskreis
- ab 1933: Deutsches Reich, Königreich Preußen, Provinz Hessen-Nassau, Regierungsbezirk Wiesbaden, Landkreis Usingen
- ab 1944: Deutsches Reich, Freistaat Preußen, Provinz Nassau, Landkreis Usingen
- ab 1945: Deutsches Reich, Amerikanische Besatzungszone,[Anm. 6] Groß-Hessen, Regierungsbezirk Wiesbaden, Landkreis Usingen
- ab 1946: Deutsches Reich, Amerikanische Besatzungszone, Hessen, Regierungsbezirk Wiesbaden, Landkreis Usingen
- ab 1949: Bundesrepublik Deutschland, Hessen, Regierungsbezirk Wiesbaden, Landkreis Usingen
- ab 1968: Bundesrepublik Deutschland, Hessen, Regierungsbezirk Darmstadt, Landkreis Usingen
- ab 1971: Bundesrepublik Deutschland, Hessen, Regierungsbezirk Darmstadt, Landkreis Usingen, Gemeinde Weilnau
- ab 1972: Bundesrepublik Deutschland, Hessen, Regierungsbezirk Darmstadt, Hochtaunuskreis, Gemeinde Weilrod

## Bevölkerung

### Einwohnerstruktur 2011
Nach den Erhebungen des Zensus 2011 lebten am Stichtag, dem 9. Mai 2011, in Altweilnau 633 Einwohner. Darunter waren 33 (5,2 %) Ausländer.
Nach dem Lebensalter waren 81 Einwohner unter 18 Jahren, 234 zwischen 18 und 49, 174 zwischen 50 und 64 und 144 Einwohner waren älter. Die Einwohner lebten in 285 Haushalten. Davon waren 87 Singlehaushalte, 87 Paare ohne Kinder und 96 Paare mit Kindern, sowie 21 Alleinerziehende und 9 Wohngemeinschaften. In 66 Haushalten lebten ausschließlich Senioren und in 174 Haushaltungen lebten keine Senioren.

### Einwohnerentwicklung
| Altweilnau: Einwohnerzahlen von 1834 bis 2020 | Altweilnau: Einwohnerzahlen von 1834 bis 2020 | Altweilnau: Einwohnerzahlen von 1834 bis 2020 | Altweilnau: Einwohnerzahlen von 1834 bis 2020 | Altweilnau: Einwohnerzahlen von 1834 bis 2020 |
| --- | --------------------------------------------- | --------------------------------------------- | --------------------------------------------- | --------------------------------------------- |
| Jahr |                                               |                                               |                                               | Einwohner                                     |
| 1834 | 1834                                          |                                               | 206                                           | 206                                           |
| 1840 | 1840                                          |                                               | 226                                           | 226                                           |
| 1846 | 1846                                          |                                               | 239                                           | 239                                           |
| 1852 | 1852                                          |                                               | 223                                           | 223                                           |
| 1858 | 1858                                          |                                               | 199                                           | 199                                           |
| 1864 | 1864                                          |                                               | 223                                           | 223                                           |
| 1871 | 1871                                          |                                               | 225                                           | 225                                           |
| 1875 | 1875                                          |                                               | 224                                           | 224                                           |
| 1885 | 1885                                          |                                               | 203                                           | 203                                           |
| 1895 | 1895                                          |                                               | 213                                           | 213                                           |
| 1905 | 1905                                          |                                               | 259                                           | 259                                           |
| 1910 | 1910                                          |                                               | 250                                           | 250                                           |
| 1925 | 1925                                          |                                               | 246                                           | 246                                           |
| 1939 | 1939                                          |                                               | 259                                           | 259                                           |
| 1946 | 1946                                          |                                               | 487                                           | 487                                           |
| 1950 | 1950                                          |                                               | 423                                           | 423                                           |
| 1956 | 1956                                          |                                               | 440                                           | 440                                           |
| 1961 | 1961                                          |                                               | 463                                           | 463                                           |
| 1967 | 1967                                          |                                               | 514                                           | 514                                           |
| 1970 | 1970                                          |                                               | 487                                           | 487                                           |
| 1980 | 1980                                          |                                               | ?                                             | ?                                             |
| 1990 | 1990                                          |                                               | ?                                             | ?                                             |
| 1999 | 1999                                          |                                               | 788                                           | 788                                           |
| 2007 | 2007                                          |                                               | 639                                           | 639                                           |
| 2011 | 2011                                          |                                               | 633                                           | 633                                           |
| 2015 | 2015                                          |                                               | 617                                           | 617                                           |
| 2020 | 2020                                          |                                               | 825                                           | 825                                           |
| Datenquelle: Historisches Gemeindeverzeichnis für Hessen: Die Bevölkerung der Gemeinden 1834 bis 1967. Wiesbaden: Hessisches Statistisches Landesamt, 1968. Weitere Quellen: LAGIS; Gemeinde Weilrod; Zensus 2011 |                                               |                                               |                                               |                                               |

### Historische Religionszugehörigkeit
| • 1885: | 194 evangelische (= 95,57 %), 9 katholische (= 4,43 %) Einwohner   |
| • 1961: | 386 evangelische (= 83,37 %), 61 katholische (= 13,17 %) Einwohner |

## Politik
Ortsbeirat
Für Altweilnau besteht ein Ortsbezirk (Gebiete der ehemaligen Gemeinde Altweilnau) mit Ortsbeirat und Ortsvorsteher nach der Hessischen Gemeindeordnung.
Der Ortsbeirat besteht aus sieben Mitgliedern. Bei den Kommunalwahlen in Hessen 2021 betrug die Wahlbeteiligung zum Ortsbeirat 64,82 %. Dabei wurden gewählt: ein Mitglied der CDU, zwei Mitglieder der SPD und vier Mitglieder der „Freien Wählergemeinschaft“ (FWG). Der Ortsbeirat wählte Kurt Kolodziejczyk (FWB) zum Ortsvorsteher.

## Kultur und Sehenswürdigkeiten

### Kunst
Von 2009 stammt die Bronzeskulptur "Bettelfrau" des lokalen Künstlers Elmar Platzen. Sie bezieht sich auf eine lokale Sage aus dem Jahr 1706 über das Waisenmädchen Emilie, das der Pfarrer Binz zu Usingen von einer Reise mitbrachte und in der Familie des Papiermüllers Konrad Heytmann bei Neuweilnau unterbrachte. Aus enttäuschter Liebe zu Johann, dem Sohn des Papiermüllers, zündete sie die Papiermühle an und floh. 30 Jahre später erschien sie als Bettlerin an der Tür der Heytmannschen Papiermühle, doch Johann, der jetzt Papiermüller war, erkannte sie. Da ging die Bettelfrau in die kalte Nacht hinaus und erfror.

### Regelmäßige Veranstaltungen

#### Fremdensitzungen
Wenn alljährlich im Februar die fünfte Jahreszeit eingeläutet wird, setzen die Einwohner von Aleweile die Narrenkappe auf und laden zur Fremdensitzung. Diese Tradition gibt es schon seit den 1970er Jahren. Feuerwehr und Sportverein gestalten den Karneval, der auch außerhalb von Altweilnau bereits Bekanntheit erlangt hat.

#### Laubmännchen
Dieser alte Brauch wird am Pfingstmontag noch heute von den Vorkonfirmanden im Dorf gepflegt. Das Laubmännchen, in der Regel ein kleines Kind, wird von diesen zuvor ausgewählt. Wer es ist, wird jedoch streng geheim gehalten. Am Pfingstsonntag wird von den Jugendlichen ein Handwagen mit Laub und bunten Bändern geschmückt. Man trifft sich dann am Pfingstmontag früh am Morgen. Das Laubmännchen bekommt eine Kuckuckspfeife und wird durch den Ort gezogen. Alle Kinder des Ortes sind eingeladen, mitzulaufen. Dabei wird gesungen und das Laubmännchen wird von den Bewohnern der Häuser gebeten, auf seiner Pfeife zu pfeifen. Auf ihrem Weg von Haus zu Haus erhalten die Sänger meist kleine Geldgaben sowie Speck und Eier. Wenn der Korb gut gefüllt ist, zieht der Tross in Richtung Feuerwehrhaus. Hier geht es ans „Eierbacken“. Dazu hält die Feuerwehr den ein oder anderen Durstlöscher parat.

#### Pflasterfest
Das „Pflasterfest“, das älteste Straßenfest im Hochtaunuskreis findet immer am dritten Wochenende im August im gepflasterten Ortskern von Altweilnau statt, und ist weit über die Grenzen von Altweilnau hinaus bekannt. Dazu tragen neben den vielen Ständen vor allem die Bands und der Pflasterfestlauf bei.

#### Weihnachtsmarkt
Der Weihnachtsmarkt im historischen Ortskern von Altweilnau findet alle zwei Jahre (in Jahren mit gerader Jahreszahl) am ersten Adventswochenende statt. Auf dem kleinen, festlich beleuchteten Weihnachtsmarkt ertönen bei Einbruch der Dämmerung die Posaunen des Altweilnauer Posaunenchors. Es werden primär Waren aus eigener Herstellung (Altweilnauer Produktion) angeboten. Von Weihnachtsgestecken über Holz- und Bastelarbeiten bis hin zu selbst hergestellter Marmelade, Strickwaren, Weihnachtskarten oder Kinderbüchern findet man eine reiche Auswahl an Unikaten. Der komplette Erlös kommt dem Dorf und den ortsansässigen Vereinen zugute.

### Vereine
- Freiwillige Feuerwehr Altweilnau
- Golfclub Taunus Weilrod e. V.
- Künstlergruppe Colum Altweilnau
- Kultur- und Förderkreis Burg Altweilnau e. V.
- Posaunenchor Weilnau
- Turn- und Sportverein Weilnau 1957 e. V.

### Bauwerke
Der historische Ortskern auf dem Hügel wird von der Burg und dem von der Stadtbefestigung erhaltenen Torturm (1340) überragt. In der Altstadt konnten sich einige Fachwerkhäuser aus dem 16. und 17. Jahrhundert erhalten, beispielsweise das Rathaus mit Glockenturm und Backes von 1909, die umliegende Bebauung und ein Teil der Vorburg (ehemaliges Burghotel).
Die evangelische Pfarrkirche von 1865 ersetzt die ältere Katharinen-Kapelle (1352 erstmals erwähnt), die wegen Baufälligkeit abgerissen werden musste. Der Saalbau weist eine klassizistische Ausstattung auf.

## Wirtschaft und Infrastruktur

### Friedwald
Oberhalb von Altweilnau, gegenüber dem Golfplatz, befindet sich einer von hessenweit nur drei Friedwäldern (seit 2006). Ein Friedwald ist die Möglichkeit der Bestattung außerhalb von Friedhöfen in einem definierten Waldstück.
Der Friedwald-Parkplatz ist zugleich Ausgangspunkt für verschiedene markierte Rundwanderungen:
- Zum Bayrhoffer Brunnen (Quellenfassung von 1840);
- ins Meerpfuhltal, einem Seitental des Weiltals, mit gleichnamigem Weiher;
- zur „Königskanzel“, einem Rastplatz (480 m), auf dem eine Gedenktafel an ein Sommerfest im Jahre 1900 erinnert, als an vier Eichen ein Podest („Kanzel“) in 3,50 m Höhe angebracht war, auf dem eine Blaskapelle Tanzmusik spielte. Mit dem „König“ ist kein bestimmter Herrscher gemeint, sondern lediglich ein Bezug zur Gemeindewaldbezeichnung Königsholz hergestellt;
- zur Albertsruhe, einem felsigen Aussichtspunkt von 1937 mit steilem, durch Geländer gesicherten Zugang (so genannter „100-Stufen-Weg“) mit Schutzhütte. Der Blick öffnet sich zur Burg Altweilnau und zum Schloss Neuweilnau.

### Golfplatz
Den 1987 eröffneten 18-Loch-Platz konzipierte der englische Golfarchitekt Don Harradine (1911–1996). Der Platz ist ein Austragungsort von PGA-Meisterschaften. Zur Golfanlage gehören Übungseinrichtungen und Gastronomie.

## Persönlichkeiten
Persönlichkeiten, die in diesem Ortsteil der Gemeinde Weilrod wohnhaft sind oder waren:
- Ursula Flacke (* 1949), Autorin und Kabarettistin.
- Ivan Rebroff (1931–2008), Sänger.